# Ruta de Virginia Occidental 28
Ruta de Virginia Occidental 28 es una carretera estatal de sentido norte–sur que recorre el Potomac Highlands del estado estadounidense de Virginia Occidental. El extremo sur de la ruta se encuentra ubicado en la Ruta Estatal de Virginia 39 en Huntersville. El extremo norte se encuentra ubicado en la línea estatal con Maryland en Wiley Ford, donde la ruta continúa en Cumberland como la Ruta de Maryland 61 al cruzar el Río Potomac.

## WV 28 Alterna
West Virginia Route 28 Alternate es una ruta alterna de sentido norte–sur de la Ruta de Virginia Occidental 28 alrededor de Wiley Ford en el norte de Virginia Occidental. El extremo sur de la ruta es la WV 28 en Wiley Ford. El extremo norte se encuentra ubicado en la línea estatal con Maryland en Ridgeley, donde la ruta continúa a Cumberland como una ruta local después de cruzar el Río Potomac. La ruta pasa por Fort Ohio en Ridgeley.